# Lameh
Conform Genezei 4:18, Lameh (în ebraică: לֶמֶךְ‎) este fiul lui Metușael, tatăl lui Tubal-Cain (cu Țila). A nu se confunda cu Lameh din Geneza:5, fiul lui Metusala, tatăl lui Noe.
„Enoh a fost tatăl lui Irad; Irad a fost tatăl lui Mehuiael; Mehuiael a fost tatăl lui Metușael; și Metușael a fost tatăl lui Lameh.”—Geneza 4:18